# Sint-Gorikshallen

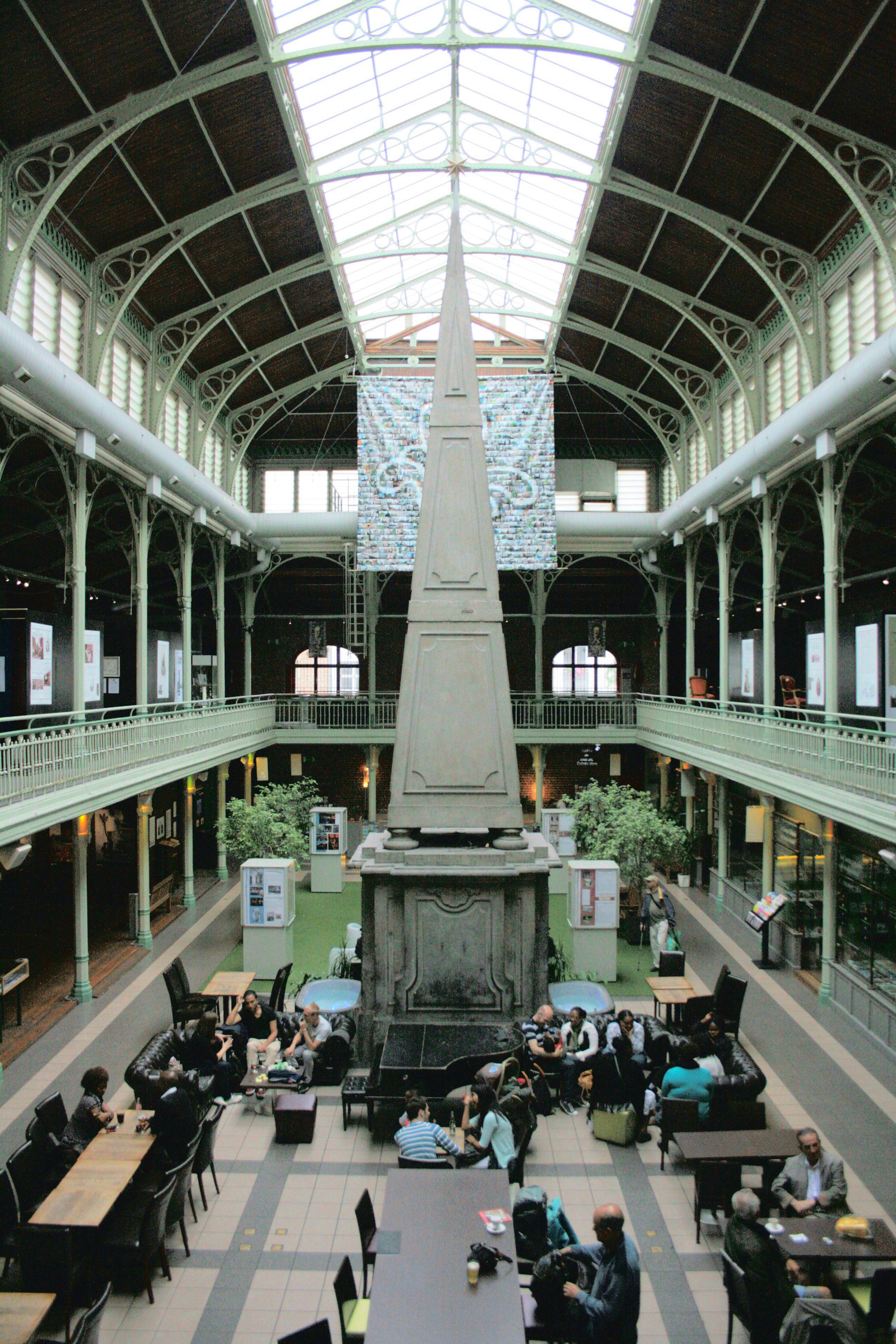
Interieur van de Sint-Gorikshallen met de piramidale fontein

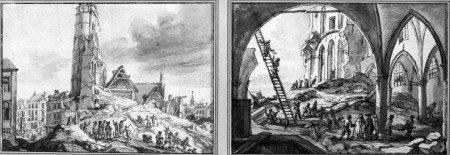
Afbraak van de laatgotische Sint-Gorikskerk

De Sint-Gorikshallen (Frans: Halles Saint-Géry) zijn voormalige overdekte markthallen in het centrum van Brussel op het Sint-Goriksplein. Er worden in de hallen evenementen en tijdelijke tentoonstellingen georganiseerd.

## Geschiedenis

### Een eiland in de Zenne
Oorspronkelijk bevonden zich op deze plaats meerdere eilandjes in de Zenne. Op een van die eilandjes, het Groot Eiland of Sint-Gorikseiland, zou Brussel ontstaan zijn. Volgens het 12e-eeuwse heiligenleven van Sint-Goedele richtte Karel van Neder-Lotharingen er een kapel op, gewijd aan de heilige Gorik van Kamerijk, bisschop van Kamerijk. In deze Sint-Gorikskapel werden de relikwieën van Sint-Goedele bewaard tot ze midden elfde eeuw werden overgebracht naar de Sint-Michielskerk. In de 16e eeuw werd op de plaats van de kapel een grotere flamboyante gotiek of laatgotische kerk gebouwd die tijdens de Franse overheersing werd afgebroken (1798-1801).

### Negentiende eeuw
In 1802 liet de stad Brussel op de plaats van de voormalige kerk een marktplein aanleggen met in het midden een fontein in de vorm van een piramide, die een vroegere fontein die in de buurt stond, verving. Deze piramidale fontein, die nu in de hallen staat, dateert van 1767 en was afkomstig van de Abdij van Grimbergen. De stenen sokkel waarop de fontein staat zou dezelfde zijn als die waar in de voormalige kerk het beeld van Sint-Gorik op stond. Op het plein werden verscheidene markten gehouden.
Bij de overwelving van de Zenne werd de wijk gereorganiseerd en in 1881 werd begonnen met de bouw van de Sint-Gorikshallen, naar een ontwerp van de architect Adolphe Vanderheggen. Het gebouw, met een façade in Vlaamse neorenaissancestijl en een stalen geraamte, werd een jaar later ingehuldigd en herbergde een toonbank en vier dubbele rijen met kraampjes.

### Twintigste eeuw
Gedurende de 20e eeuw vond de markt in de hallen plaats, maar na de Tweede Wereldoorlog werd de markt meer en meer verwaarloosd, tot de hallen in 1977 werden gesloten. Ook de buurt raakte in verval met meer en meer huizen die leeg stonden. In 1987 werd het gebouw beschermd door het Brussels Hoofdstedelijk Gewest omdat het een mooi voorbeeld vormt van de architectuur van overdekte marktplaatsen. Sinds april 1999 bevindt zich in het gebouw een informatie- en tentoonstellingscentrum van het Brussels Hoofdstedelijk Gewest dat zich toespitst op het Brussels erfgoed en leefmilieu en -kwaliteit. De buurt rond de hallen is ook geherwaardeerd en is een levendige uitgaansbuurt.

## Praktische informatie
De Sint-Gorikshallen zijn dagelijks open van 10 tot 18 uur. Er zijn meerdere parkeerplaatsen in de buurt (bijvoorbeeld de Parking Dansaert), twee bushaltes (Beurs en De Brouckere) en een premetrostation (Beurs).